# Latiromitra aratiuncula
Latiromitra aratiuncula is een slakkensoort uit de familie van de Ptychatractidae. De wetenschappelijke naam van de soort is voor het eerst geldig gepubliceerd in 1981 door Quinn.